# إبراهيم باشا المورلي
إبراهيم باشا المورلي ‏ ( - 1725 ) سياسي عثماني شغل منصب والي مصر منذ 1709 حتى 1710.  تولى منصب قبطان باشا البحرية العثمانية (أدميرال).

## أنظر أيضا
- قائمة قباطين البحر العثمانيين.